# Тынков, Василий Степанович
Василий Степанович Тынков — советский военнослужащий, участник Великой Отечественной войны, полный кавалер ордена Славы, командир взвода бронетранспортеров 57-го отдельного мотоциклетного батальона (1-й механизированный корпус, 2-я гвардейская танковая армия, 1-й Белорусский фронт), старший сержант.

## Биография
Василий Степанович Тынков родился в крестьянской семье в селе Юрчаков Кут Феодосийского уезда Таврической губернии ( в настоящее время  село Юркино Ленинского района Республики Крым). Получил неполное среднее образование, работал в городе Керчь токарем на заводе имени П. Л. Войкова.
В 1940 году Сталинским райвоенкоматом города Керчь он был призван в ряды Красной армии. С 3 августа 1943 года на фронтах Великой Отечественной войны.
4 октября 1943 года Тынков был награждён орденом Отечественной войны 2-й степени.
27 июня 1944 года находясь в разведке командир бронетранспортёра сержант Тынков в районе деревни Макаричи Минской области наткнулся на обоз противника из 60 повозок с военным имуществом и около 100 солдат противника. Внезапно напав на обоз Тынков уничтожил 4 солдат противника и захватил обоз с военным имуществом и лошадьми. Приказом по 1-му механизированному корпусу от 29 июля 1944 года он был награждён орденом Славы 3-й степени.
17 января 1945 года, находясь в разведке в составе группы в районе Надажина, Тынков одним из первых ворвался в населённый пункт со своим взводом уничтожил 70 солдат и офицеров противника, 6 пулемётных точек, 1 мотоцикл с экипажем. Лично Тынков уничтожил 12 солдат противника и 6 взял в плен и доставил их в разведотдел. Кроме того Тынков вывесил на административном здании в Надажине флаг Польши. Был представлен к ордену Красного Знамени, приказом по 2-й гвардейской танковой армии от 18 февраля 1945 года он был награждён орденом Славы 2-й степени.
В боях за Берлин в период с 15 по 27 апреля 1945 года командир взвода бронетранспортёров старший сержант Тынков лично уничтожил 10 солдат противника.  Указом Президиума Верховного Совета СССР от 15 мая 1946 года он был награждён орденом Славы 1-й степени.
В мае 1946 года старший сержант Тынков был уволен в запас. Вернулся на родину, работал заведующим гаражом в селе Глазовка, затем переехал в Керчь, работал на Керченской судоверфи.
Скончался Василий Степанович Тынков 23 октября 1974 года.

Могила Тынкова на городском кладбище Керчи.

## Память
В память о Тынкове В. С. в 1992 году на здании бывшего керченского ФЗУ №1, ныне ПТУ №5, где он учился, была установлена памятная табличка.